# Rimas Kurtinaitis
Rimas Kurtinaitis (15 de maig 1960 a Kaunas, Lituània, URSS) fou un jugador i entrenador de basquetbol lituà.
Destacà amb les seleccions de la Unió Soviètica i Lituània, amb les que assolí diverses medalles en competicions internacionals. Pel que fa a clubs, destacà al Žalgiris. Ha estat l'únic jugador de fora de l'NBA que ha participat en un concurs de triples d'aquesta competició. L'any 1997 fou nomenat ministre d'esports de Lituània. Com a entrenador ha dirigit la selecció de l'Azerbaidjan, el BC Sakalai, l'Śląsk Wrocław i el BC Lietuvos Rytas.

## Palmarès
- Jocs Olímpics: 
  - Medalla d'or: 1988
  - Medalla de bronze: 1992, 1996
- Campionat del Món de bàsquet: 
  - Medalla d'argent: 1986
- Campionat d'Europa de bàsquet: 
  - Medalla d'or: 1985
  - Medalla d'argent: 1995
  - Medalla de bronze: 1989
- Lliga soviètica de bàsquet: 1985, 1986, 1987
- Lliga ACB: 1994